# Sessilanthera
Sessilanthera Molseed & Cruden es un género americano  perteneciente a la Familia Iridaceae. Son hierbas perennes y bulbosas que presentan el filamento de las anteras casi ausente, característica de la cual deriva el nombre del género  ("anteras sésiles").

## Especies
- Sessilanthera heliantha
- Sessilanthera latifolia
- Sessilanthera citrina